# Hospital y policlínica Štefan Kukura
El hospital y policlínica Štefan Kukura (en eslovaco: Nemocnica s poliklinikou Štefana Kukuru) es un hospital público ubicado en la localidad de Michalovce, en la región de Kosice, de Eslovaquia, en el extremo este, cerca de la frontera con Ucrania. El predecesor del hospital de Michalovce fue establecido en 1773 por el conde Anton Sztáray de Nagy-Mihaly. En 1863 se estableció la base para la creación del nuevo hospital. La fundación creó una comisión para abordar las cuestiones prácticas de la nueva instalación. En 1875, se crearon estas condiciones, incluidos los recursos en efectivo para establecer las bases del hospital y solicitar la aprobación para la creación del mismo. El hospital de Michalovce fue inaugurado el 1 de enero de 1876 con veinte camas.